# Бостром, Алексей Аполлонович
Алексе́й Аполло́нович Бостро́м (1852—1921) — русский земский деятель. Отчим писателя А. Н. Толстого, фактический супруг его матери А. Л. Толстой. Председатель Николаевской уездной управы (в 1881—1883 годах) и Самарской губернской земской управы (1902—1904).

## Происхождение
Алексей Аполлонович Бостром происходил из обрусевшей шведской семьи. Его предок, шведский подданный Яков Иванович Бостром, переселился в Россию и в 1766 году начал службу «землемерным учеником». Далее Яков Иванович перешёл на военную службу, в 1788 году получив чин подпоручика, и к 1794 году дослужился до подполковника, а в 1799 году стал генерал-майором. Участвовал во второй русско-турецкой войне, служил под Очаковом и при взятии Клушан и Бендер, в 1789—1791 годах служил в Польше при штабе князя Н. В. Репнина, в 1794 году участвовал в штурме Варшавы под началом Суворова. Был награждён орденом Св. Владимира IV степени и золотой шпагой, далее командовал Азовским гарнизоном, но из-за беспорядков в его полку был уволен от службы всего через полгода после вступления в должность. В 1797 году полковник Яков Бостром женился на дочери прусского уроженца Софье Ивановне Греве, от которой 6 апреля 1811 году родился сын Аполлон. Семья жила тогда в Сокольске Липецкого уезда. Овдовев в том же году, С. И. Бостром обратилась в дворянское собрание Тамбовской губернии с прошением о подтверждении дворянского звания её мужа и сына, несмотря на отсутствие «за ним имения». Прошение было удовлетворено, и род Бостромов был внесён в третью часть дворянской книги Тамбовской губернии, однако дворянская грамота была утрачена, и в 1834 году её пришлось подтверждать.
Аполлон Яковлевич Бостром начинал образование в Московском университете, хотя и не закончил его (пребывал в университете в 1827—1828 и 1830 годах), а в 1834—1835 годах числился студентом Харьковского университета. Службу начинал канцеляристом Департамента государственных имуществ, в 1836 году выслужил чин коллежского регистратора, и в 1839 году удостоился благодарности министра, и в следующем году был повышен до губернского секретаря. В сентябре 1842 года средний Бостром испросил прошение об отпуске, которое привело к увольнению, которое продлилось тринадцать лет. Причиной стал брак и переезд в Николаевский уезд тогдашней Саратовской губернии. У жены — Софьи Александровны Бостром — было родовое имение «Павловка (Сосновка тож)» размером в 1825 десятин земли и 168 душ крепостных. В браке было семеро детей, из которых Алексей Аполлонович Бостром был самым младшим. С. А. Бостром скончалась в 1854 году, опека над младшими детьми была передана тётке — Прасковье Александровне Ульяниной, а с 1871 года — старшей сестре Анне Аполлоновне Бостром. По предположению самарского литературоведа М. А. Перепёлкина, Софья Александровна могла относиться к роду Голицыных, так как Сосновка по данным межевания 1831 года принадлежала одному из представителей этой семьи Павлу Васильевичу. Овдовев, 43-летний Аполлон Яковлевич вернулся на службу, и по формуляру 1856 года за губернским секретарём Бостромом никакого имущества не числилось. В марте 1855 года он был избран депутатом дворянства Николаевского и Новоузенского уездов, в июне — ноябре временно был уездным предводителем дворянства, а далее по июль 1856 года был посредником по размежеванию земель двух указанных уездов.
В 1855—1861 годах тянулось канцелярское дело: А. Я. Бостром, подав прошение о переводе его из дворян Тамбовской губернии в Самарскую, не смог документально подтвердить, что действительно является сыном Я. И. Бострома. Несмотря на все усилия, многочисленные запросы в канцелярию Московского университета и другие места, подтвердить потомственное дворянство ему не удалось, и дело было прекращено.

## Дело о дворянстве Алексея Бострома
Как явствует из метрического свидетельства, Алексей Бостром родился 16 апреля (по старому стилю) 1852 года и был крещён 27-го числа в родовой усадьбе. О ранних годах его жизни не существует никаких сведений. Он так и не смог получить образования: после кончины отца 16-летний Алексей Аполлонович покинул седьмой класс 4-й московской гимназии, чтобы заниматься родовым хозяйством. В дальнейшем это многократно приводило к препятствиям в служебной карьере. В Сосновке на тот момент было 1825 десятин земли (из них удобной 1107), плодовый сад, верблюды, быки, рабочие лошади, коровы. Имение было отягощено долгами и дважды закладывалось: в 1853 и 1871 годах, причём в 1862—1868 годах было открыто дело о банкротстве, прекращённое после выплаты части долга губернской дворянской опекой.
Попытку подтверждения своего дворянства А. А. Бостром предпринял в декабре 1880 года, но дальнейшее знакомство и гражданский брак с А. Л. Толстой отодвинуло хлопоты на много лет. В апреле 1888 года Алексей Аполлонович обратился в Тамбовское дворянское собрание, которое уведомило Самарское дворянское собрание, что с 1855 года никто из Бостромов «ходатайства о них не имел». Постановлением Самарского дворянского депутатского собрания 4 июня 1888 года Алексей Аполлонович Бостром был внесён в 3-ю часть Самарской дворянской родословной книги. Однако в постановлении говорилось, что подтверждённым его род не являлся. В 1890 году выяснилось, что копия его дела не высылалась в Правительствующий сенат. В декабре 1891 года самарский губернский предводитель дворянства А. Осоргин направил в Сенат рапорт о разъяснении ситуации, дополнив его в январе 1892 года грамотой из Тамбова от 1834 года. 16 апреля 1892 года Правительствующий Сенат своим постановление оставил рапорт без рассмотрения. В ноябре 1892 года сенатским постановлением решение Самарского дворянского собрания было отменено. Тем не менее, в некоторых волостных и церковных документах 1898—1900 годов (например, записи о крещении сына ветеринарного врача, у которого Бостром был восприемником), Алексей Аполлонович именуется потомственным дворянином.
Личность Алексея Аполлоновича характеризовалась следующим образом:

Бостром был человеком развитым и образованным, к тому же обладавшим даром слова. Вообще, он производил по своим манерам впечатление больше интеллигента, чем типичного дворянина-помещика; хотя внешность его — плотная фигура среднего роста, с окладистой, несколько раздвоенной бородой и с хитрыми улыбающимися глазами — напоминала скорее купца, особенно когда он облачался в поддёвку, меняя на неё обычный «немецкий» пиджак. Были в нём, кажется, и чисто дворянские классические качества — легкомыслие, кажущаяся деловитость и практичность приводящая больше к убыткам, страсть к лошадям.

## Земская служба
3 октября 1881 года А. А. Бостром был избран на должность председателя Николаевской уездной управы и сразу же развернул борьбу с коррупцией. Об этом свидетельствует «особое мнение», поданное на VII очередном земском собрании по результатам ревизии архива управы за 1879 год. В результате под суд были отданы четыре члены управы и письмоводитель. Уездная управа с А. А. Бостромом во главе в 1883 году закупила хлеба для продовольственной и семенной ссуды крестьянам на сумму в три раза больше, чем в 1880 году, а накладных расходов при этом произвела в четыре раза меньше. Являясь членом дорожной комиссии уездного земства, А. А. Бостром в 1881 году объехал все мосты, и улучшил судоходство на Большом Иргизе. На одном из очередных собраний было доложено, что А. А. Бостром во время поездки не пользовался правом бесплатного пользования лошадьми. Также в виде эксперимента он добился открытия передвижной школы в деревнях Колокольцевской волости. Лишившись должности (в 1883 году он не был переизбран), А. А. Бостром поселился в родовом хуторе Сосновка.

## Скандал с Александрой Леонтьевной Толстой

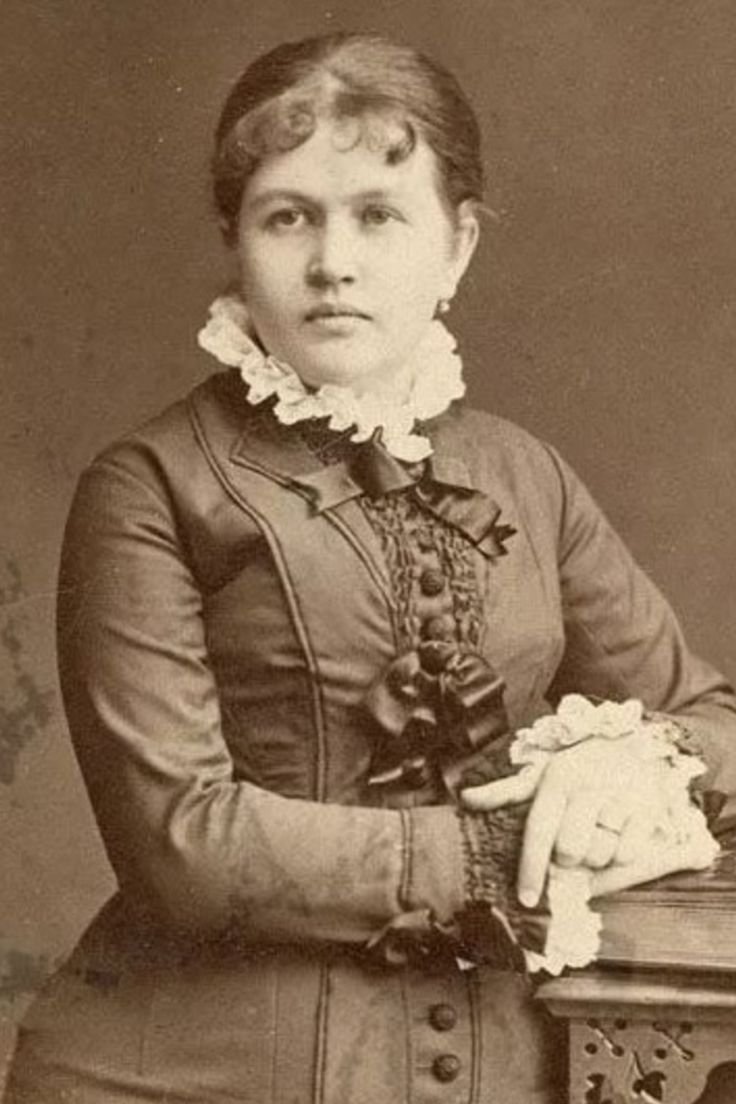
Александра Леонтьевна Толстая около 1880 года

Параллельно в 1880—1882 годах разворачивался большой скандал. Бостром вступил в связь с графиней Александрой Леонтьевной Толстой. Поскольку в браке у неё было трое детей, Александра вынуждена была вернуться к семье, и уехала в Петербург, однако продолжала переписку с Алексеем. Несмотря на запрет мужа, в июне 1882 года Александра Леонтьевна, будучи беременной, бежала к Бострому в Николаевск. Граф Николай Толстой отправил Бострому вызов на дуэль, который был отвергнут. 20 августа Толстой и Бостром случайно встретились в поезде Самара—Санкт-Петербург на станции Безенчук, где граф стрелял в своего соперника и ранил его в ногу. 23 января 1883 года состоялось заседание окружного суда по делу о покушении на убийство, на котором Н. Толстой был оправдан. Последствием ранения стала хромота, из-за которой крестьяне прозвали Бострома «хромым барином» (что и стало много позже названием романа его пасынка). Узаконить свои отношения Алексею Аполлоновичу и Александре Леонтьевне не удалось. За две недели до суда у Александры родился сын Алексей, происхождение которого вызывало при жизни и впоследствии большие пересуды. (Проведенный  в 2024 году генетический анализ, сравнивший ДНК потомков его брата Алексея Николаевича Толстого с ДНК потомков его старшего брата Мстислава показал, что Алексей Николаевич действительно был Толстым, а не сыном Бострома). Своих детей у Бостромов не было.

## До и после продажи имения (1888—1905)
15 сентября 1888 года А. А. Бостром обратился в Самарское отделение государственного дворянского земельного банка с просьбой о ссуде в 33 000 рублей сроком на 48 лет под залог имения, «состоящего в Самарской губернии Николаевского уезда Воздвиженской волости „в даче, высочайше пожалованной князю Голицыну“». Из пакета документов следует, что имение Павловка (оно же Сосновка) находилось в III стане Николаевского уезда Самарской губернии, будучи в 65 вёрстах от Самары и 80 вёрстах от Николаевска, а также в 35 вёрстах от железнодорожной станции Безенчук. В имении было зарегистрировано 1107 десятин удобной земли («чернозём глубиной в пять-шесть вершков с суглинистой подпочвой жёлтого цвета»). Хозяйство велось пятипольем (1100 десятин пашни), выращивались рожь и пшеница. Имение было вытянуто узким клином, расширявшимся на юге в сторону реки Чагры, на севере замыкаясь усадьбой. Было учтено 52 лошади, 185 голов крупного рогатого скота (120 голов рабочего), 46 овец и 74 свиньи, молотилка с конным приводом (550 рублей), веялка ручная (75 рублей), веялка с конным приводом (150 рублей), сеялка конная (135 рублей), две косилки ручные (400 рублей), конные грабли (100 рублей), три трехлемешных плуга (255 рублей), плуг двухлемешный (65 рублей), и так далее. Доходными были указаны пашня и молочное хозяйство, которые в среднем приносили 4000 рублей в год. Всё это было застраховано по 1 января 1889 года на сумму 4100 рублей. Государственные повинности (включая страховые взносы, земские и дворянские сборы) равнялись 240 рублям. Заёмщик оценил своё имущество в 55 000 рублей, так как имение было изобильно водой — выход к реке и три пруда, пашня не имела оврагов и была ровной, а также был разбит плодовый сад. Неудобством была дальность гужевой доставки хлеба. Оценщик всё это подтвердил.
Во время голода 1891 года, в октябре — декабре А. А. Бостром был командирован Самарским земством для хлебных закупок. В 1892 году финансовое положение семьи сделалось настолько плохим, что Бостром думал о самоубийстве. В 1899 году он продал имение, средств хватило на покупку дома в Самаре на Саратовской улице. Покупателем выступил землевладелец Воздвиженской волости Я. М. Миронов, которого Алексей Толстой в автобиографии именовал «почтарём».
В 1899 году Бостромы взяли приёмную дочь Александру Первякову (1899—1971), мать которой умерла родами. Судя по её воспоминаниям, Бостромы в летние месяцы 1900-х годов жили у Марии Леонтьевны Тургеневой, сестры Александры Леонтьевны, в её имении Тургенево.
В 1902 году Алексей Аполлонович вновь был избран председателем губернской земской управы, но из-за негибкости и переоценки своих способностей, не был переизбран в 1904 году. Далее Бостром служил секретарём отдела Императорского Российского общества садоводов, состоял в совете Самарского губернского сельскохозяйственного общества и наблюдательном комитете городского комитета страхования от огня. Из-за скандала с А. Л. Толстой, супруги подверглись остракизму местного дворянства и увлеклись марксизмом, причём устойчивый интерес к этому учению фиксировался многие годы. Одним из домашних учителей Алёши Бострома (фамилию «Толстой» он принял только в 17-летнем возрасте) стал высланный в Самару марксист Н. П. Подбельский. В Самаре Бостромы стали завсегдатаями салона судебного следователя Я. Л. Тейтеля — неофициальном центре притяжения части губернской интеллигенции, увлечённой позитивизмом и народничеством. В 1905 году в доме А. А. Бострома была проведена нелегальная поволжская социал-демократическая конференция, в которой принимали участие представители Уфы, Казани, Саратова, Пензы.

## Последние годы (1906—1921)
После кончины Александры Леонтьевны (26 июля 1906 года) Бостром погрузился в меланхолию, и, по воспоминаниям приёмной дочери Александры, много музицировал. Не имея возможности содержать собственный дом, он переехал в квартиру в полуподвале дома на углу Сокольничьей и Симбирской улиц. В 1908 году он женился на классной даме Екатерине Александровне Виноградовой, проживавшей в том же доме. Благодаря её приданому удалось вернуться на Саратовскую улицу, сделать ремонт, сменить обстановку и нанять прислугу. Алексей Аполлонович даже построил дачу на Барбашиной поляне. В квартире Бострома возник литературный кружок, в котором были прочитаны и обсуждены все напечатанные произведения А. Н. Толстого. Через два года Бостром вновь овдовел. Отношения Толстого и Бострома охладели в 1910-е годы, Алексей Аполлонович мог вслух усомниться в литературных достоинствах поэзии и прозы своего пасынка. Бостром наезжал к Алексею в Петербург или Москву, хотя ни с кем не делился подробностями их общения. Алексей Толстой в последний раз навещал отчима в 1913 году. Финальный обмен письмами между А. Н. Толстым и А. А. Бостромом состоялся летом 1917 года; сохранился лишь один из ответов Алексея Николаевича, который с оптимизмом смотрел на перспективу революции.
После прихода большевиков к власти Бостром стал сторожем яблоневых садов за Самарой, и скончался в марте 1921 года в городской больнице от истощения и пневмонии.
По отзыву А. Варламова, «литературным памятником» Бострому, который скончался в безвестности, стала повесть «Детство Никиты», начатая публикацией в 1920 году. Хотя Алексей Толстой и называл в детских и юношеских письмах Бострома «папой», после его кончины он отзывался об отчиме негативно.